# Optimistique-moi
Optimistique-moi è il quarto singolo dell'album Innamoramento, della cantautrice francese Mylène Farmer, pubblicato il 22 febbraio 2000.
La traccia costituisce il primo singolo firmato 100% Mylène Farmer (oltre al testo la Farmer scriverà anche le musiche). Viene pubblicato nel febbraio 2000 ed è accompagnato da un video che ricorda vagamente quello storico di Sans contrefaçon. Nel video diretto da Michael Haussman Mylène Farmer è un'equilibrista di un circo che viene maltrattata dagli altri giocolieri; sarà un uomo, somigliante al padre della ragazza, a salvarla.
Il singolo raggiunge la settima posizione della classifica francese, vende circa 160.000+ copie ed è certificato disco d'argento. Viene portato sul palco in versione live durante il Mylènium Tour e durante il Nevermore Tour del 2023/2024.

## Versioni ufficiali
1. Opitmistique-moi (Single Version) (4:17)
2. Optimistique-moi (Album Version) (4:22)
3. Optimistique-moi (Opti-Mystic Radio Mix) (4:29)
4. Optimistique-moi (Optimistic Mix) (6:29)
5. Optimistique-moi (Opti-Mix-Tic) (5:26)
6. Optimistique-moi (S-Man's Rugged Terrain Mix) (6:26)
7. Optimistique-moi (Tha ATV Dub Mix) (6:24)
8. Optimistique-moi (Opti-Mystic Remix) (6:29)
9. Optimistique-moi (Junior Jack Psycho Vocal Mix) (8:04)
10. Optimistique-moi (Version Live 00) (4:22)